# Paul Cauer
Paul Eduard Ludwig Cauer (* 17. Dezember 1854 in Breslau; † 26. November 1921 in Münster in Westfalen) war ein deutscher Gymnasiallehrer und Klassischer Philologe.

## Leben
Cauer stammte aus einer Lehrerfamilie; sein Großvater Ludwig Cauer war Gründer der reformpädagogischen Cauerschen Anstalt in Charlottenburg, sein Vater Eduard Cauer war zuletzt Stadtschulrat von Berlin (in zweiter Ehe verheiratet mit der Frauenrechtlerin Minna Cauer); auch sein Bruder Friedrich Cauer wurde Lehrer und klassischer Philologe. Sein Bruder Wilhelm wurde Professor für Eisenbahnwesen an der Königlich Technischen Hochschule zu Berlin. Paul Cauers Sohn war der Mathematikhistoriker Detlef Cauer, der 1918 im Ersten Weltkrieg fiel. Sein Neffe war der Mathematiker Wilhelm Cauer.
Paul Cauer studierte Klassische Philologie in Leipzig, Straßburg und Berlin, u. a. bei Ernst Curtius, Friedrich Ritschl und Theodor Mommsen, und promovierte 1875. Während des Studiums wurde er Mitglied des Klassisch-Philologischen Vereins Leipzig im Naumburger Kartellverband. Eine Universitätskarriere wurde durch eine vernichtende Rezension von Ulrich von Wilamowitz-Moellendorff verhindert. Cauer wurde Gymnasiallehrer in Berlin, 1884 Oberlehrer in Kiel, wo er sich 1890 habilitierte und neben seinem Beruf als Lehrer auch als Universitätsdozent tätig war. 1896 wurde er Direktor des Gymnasiums und Realgymnasiums Flensburg; 1898 ging er in gleicher Funktion nach Düsseldorf an das dortige Realgymnasium. Seit 1905 war Cauer Provinzialschulrat und Honorarprofessor (für Klassische Philologie, ab 1909 auch für Praktische Pädagogik und Didaktik) in Münster. 1912 verließ er den Schuldienst, setzte aber seine Lehrtätigkeit an der Universität fort.
Cauer war einer der Verteidiger des humanistischen Gymnasiums im Kampf um die Reform der höheren Schule, der Ende des 19. Jahrhunderts in Preußen entbrannt war, und betonte den Bildungswert des Altertums (so lautete bezeichnenderweise der Titel eines seiner Werke: Palaestra vitae. Das Altertum als Quelle praktischer Geistesbildung). Er wollte das humanistische Gymnasium neben den „realistischen“ Typen der höheren Schule bestehen lassen und wandte sich gegen Bestrebungen, eine Einheitsschule einzuführen.
Cauer verfasste zahlreiche pädagogische Schriften und Schulbücher. Außerdem gab er die Neuen Jahrbücher für Pädagogik heraus und seit 1910 den unter dem Kurznamen „Ameis-Hentze“ bekannten Homerkommentar.

## Schriften (Auswahl)
- Zur Geschichte und Charakteristik Friedrichs des Großen. Vermischte Aufsätze. Trewendt, Breslau 1883.
- Deutsches Lesebuch für Prima. Springer, Berlin 1887.
- L. Logander (= Paul Cauer). Ein Wort für unsere Fremdwörter. Lipsius & Tischer, Kiel-Leipzig 1888.
- Staat und Erziehung. Schulpolitische Bedenken. Lipsius & Tischer, Kiel 1890.
- Anmerkungen zur Odyssee. Für den Gebrauch der Schüler. 4 Teile. Grote, Berlin 1894.
- Die Kunst des Übersetzens. Ein Hilfsbuch für den lateinischen und griechischen Unterricht. Weidmann, Berlin 1894. 2., vielfach verbesserte und zum Teil umgearbeitete Auflage 1896
- Siebzehn Jahre im Kampf um die Schulreform. Gesammelte Aufsätze. Weidmann, Berlin 1906.
- Von deutscher Spracherziehung. Weidmann, Berlin 1906.
- Palaestra vitae. Eine neue Aufgabe des altklassischen Unterrichts. Springer, Berlin 1902. Weitere Auflagen 1907 und 1913 (mit dem Untertitel Das Altertum als Quelle praktischer Geistesbildung).
- Die Einheitsschule und ihre Gefahren. In: Pädagogisches Archiv. Monatsschrift für Erziehung, Unterricht und Wissenschaft. Bd. 50 (1908), S. 49–51 (online).
- Aus Beruf und Leben. Heimgebrachtes. Weidmann, Berlin 1912.
- Grammatica militans. Erfahrungen und Wünsche im Gebiete des lateinischen und griechischen Unterrichtes. 3. Aufl. Weidmann, Berlin 1912.
- Das Altertum im Leben der Gegenwart. 2. Aufl. Teubner, Leipzig 1915.
- Aufbau oder Zerstörung? Eine Kritik der "Einheitsschule". Schöningh, Münster 1919.
- Von deutscher Spracherziehung. Beobachtungen und Vorschläge. 2. Aufl. Weidmann, Berlin 1919.
- Herausgeber und Nachwort: Όμήρου ἔπη, ἡ Ἰλιάς – ἡ Ὀδύσσεια (Homers Epen Ilias – Odyssee, griechische Ausgabe, Reihe „Libri Librorum“), Insel Verlag, Leipzig 1921
- Grundfragen der Homerkritik. 3. Aufl. Hirzel, Leipzig 1923.